# Moszczona (stacja kolejowa)
Moszczona (ukr. Мощена, ros. Мощеная) – stacja kolejowa w pobliżu miejscowości Krasnowola, w rejonie kowelskim, w obwodzie wołyńskim, na Ukrainie. Leży na linii Kijów – Kowel – Brześć. Nazwa pochodzi od pobliskiej miejscowości Moszczona.
Stacja istniała przed II wojną światową.